# Abraxas ostrina
Abraxas ostrina là một loài bướm đêm trong họ Geometridae.